# طمطاطو

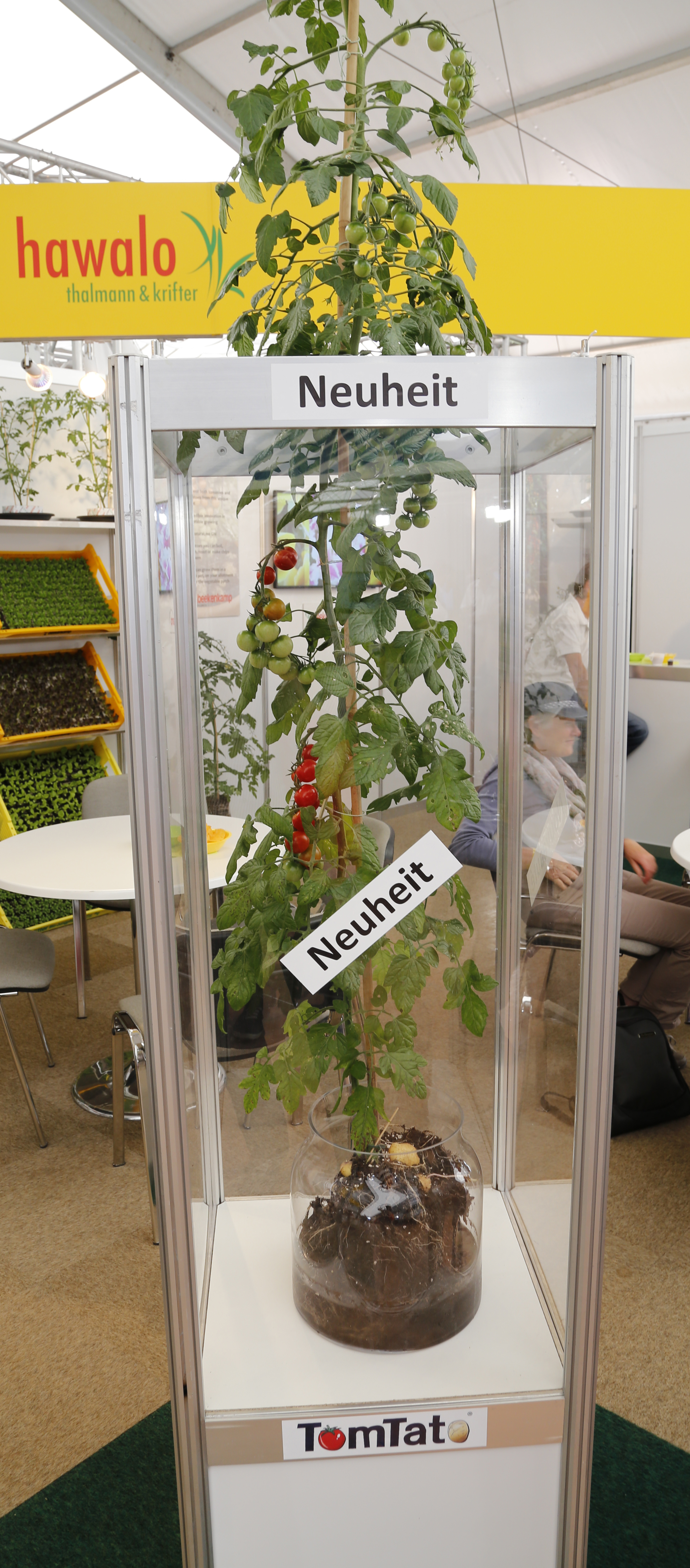
الصورة تبين طمطاطو تباع في متجر.

طَمطاطو (أو البطاطس والطماطم والشيبس) هِي كيميرا نَباتية نَتَجت مِن تَطعيم نَبتة الطماطم ونَبات البطاطس مَعاً، وكلاهُما مِن عائِلَة الباذنجانيات. حَيث تَنمو الطّماطِم الكرزية عَلى الكَرْمَة، في حين تَنمو البطاطا البيضاء في التربة في نَفس النَّبتَة.

## خلفية
في عام 1977 تَطور مَفهوم تَطعيم البَطاطا والطماطم بِحَيث يَتِم إنتاجُهما مَعاً على نَفس النبتة في مَعهد ماكس بلانك لعلم الأحياء التنموية في توبنغن-ألمانيا، وعلى الرُّغم مِن صحة النَّبتة، لَم تُنتج البطاطا والطماطم.وأنتَج مَعهد ماكس بلانك لبحوث تَربية النباتات في كولونيا نَباتاً مع الفاكهة في عام 1994.
كَما هُو الحال مَع جميع الطعوم، هذا النَّبات لا يَنمو في الطبيعة وَحده ولا يُمكن زِراعَته مِن البُذور، لأن هُناك جُزأين مِن النبات لا تَزال مُنفصِلَة وِراثِياً، وتَعتَمد فَقَط عَلى بَعضها البعض لِلتغذية والنُّمُو. مِثل مُعظم الأنواع الناتِجة مِن تَطعيم النَّبات، حَيث يَتِم عَمل شَق صَغير في جذع كُل مِن النَّباتَين وهي مَربوطة مَعاً، وبِمُجَرد أن تَلتَئِم الشقوق وتُضَم النّباتات، يُمكن قَطع الجُزء الوَرَقي مِن نَبتة البطاطا ويمكن إزالة جُذور الطماطم، تارِكة أوراق نَبات الطماطم لِتَغذية جُذور نَبتَة البطاطا.والجُذور الأصلِية (البطاطا) تَعمل بِوصفها نظاماً جذرياً مستقراً وصحياً، ويَتِم اختِيار النَّباتات (الطماطم) لِثِمارها، والزُّهور أو أوراق الشَّجر. ويَنبَغي أن تَكون الطماطم جاهِزة للحصاد بعد حوالي 12 أسبوعاً خلال الصيف، وينبغي أن تكون البطاطا جاهِزَة بَعد أن تَبدأ أوراق الطماطم في الموت مرة أخرى، عادة في أوائل الخريف.ويُمكن استخدام التطعيم بهذه الطريقة لإنتاج العَديد مِن المَحاصيل المُختلفة مِن نَفس النبات، عَلى سَبيل المِثال تَزايد شَعبية أشجار «سَلطة الفاكهة»، وهِيَ شَجرة واحِدة تُنتج أنواعاً مُتَعددة مِن الحمضيات، أو شَجَرة مَع مَجموعة مُتَنَوعة مِن الفواكه مع الحجارة مثل (الخوخ والبرقوق..إلخ).

## الفوائِد
اعتُبِرَت نباتات الطمطاطو تِقَنِية جَديدة لِجَعل إنتاج الأغذية أكثر كفاءة، حَيثُ أنَّها تَزيد مِن كَمية المَحاصيل التي يُمكن إنتاجُها عَلى قِطعة الأرض أو في بيئة حضرية صَغيرة مثل الشرفة.وهذا لَه آثار كبيرة عَلى البلدان النامية مَثل كينيا، حَيثُ يُمكن لِلمزارعين أن يُوفروا المَساحة والوَقت والجهد دونَ التأثير عَلى نَوعية مُنتجاتِهم بِزراعة النَّباتات المُتنامِية.إضافَة إلى ذلك، يُمكن لِلتطعيم تَحسين القُدرة على مُقاومة البكتيريا والفيروسات والفطريات، وجَذب مَجموعَة أكثر تَنوعاً مِن المُلَقِّحات وتَوفير جذع قوي لنباتات الزينة الحسّاسة.

## المنتجات التجارية
تَمَّ إطلاق نَبات الطمطاطو المُطَعَّم في المملكة المتحدة في سبتمبر عام 2013 مِن قِبَل شركة النظام البُستاني ثومسون ومورغان، التي باعت النباتات المُطَعمة مُسبقاً، والتي وُصِفت باسم «طمطاطو». وأعلَنت الحضانة الصالِحة للأكل في نيوزيلندا عن«البطاطا المزدوجة توم» في الشَّهر نفسه.وتدعي شركة ثومسون ومورغان أن هذه هِي المَرة الأولى التي يَتِم فيها إنتاج الطمطاطو تِجارياً، ويَصف المدير بول هانسورد أن فِكرة هذه النبتة، كانَت نَفسها قَبل 15 عاماً في الولايات المتحدة، عِند زِيارة حَديقة هُناك، حَيث زَرع شَخص البطاطا أسفل الطماطم كمَزحة.
التطعيم في نَبات الطمطاطو عَملِية صَعبة لأن الطماطم والبطاطا يَجِب أن يَكون لَهُما نَفس السُّمك، ما دَفع ثومسون ومورغان لِتجربة الهَجين لعِدة سنوات قبل بَيعِه. حيثُ بَدَأ إنتاج وتَطعيم الطماطم في مُختبر مُتَخصص في هولندا، قَبلَ شحنِها إلى المملكة المتحدة ونمت في الدفيئات لِتَكون جاهِزة لِلبيع.

## حَقائِق مُثيرة لِلإهتمام
في الرِّواية الشَّهيرة 1967 لِلسوفياتي فلاديمير فوانوفيتش «الحَياة والمُغامرات الإستثنائِية الخاصة إيفان تشونكين»، كانَ من الشخصيات الرئيسية، كوزما جلاديشيف، حيثُ يُمضي حَياتَهُ في مُحاوَلِته لِكَسب الطُّعم الهَجين، الذي مِن شَأنِه أن يُنتج «درنات البطاطا والطماطم»، لكن الزملاء وصفوا جُهدَه بِعبارة «ضد العلم وغير واعد».